# Goin’ Places
Goin’ Places – drugi album The Jacksons wydany w październiku 1977 r. (zob. 1977 w muzyce) przez Epic Records. Album zadebiutował na 63. miejscu na liście Billboard 200 oraz na pierwszym na Billboard R&B Albums Chart.

## Lista utworów
| 1. | „Music’s Taking Over” (Carstarphen/McFadden/Whitehead) | 4:26  |
|    |                                                        |       |
| 2. | „Goin’ Places” (Gamble/Huff)                           | 4:30  |
|    |                                                        |       |
| 3. | „Different Kind of Lady” (The Jacksons)                | 3:35  |
|    |                                                        |       |
| 4. | „Even Though You’re Gone” (Gamble/Huff)                | 4:31  |
|    |                                                        |       |
| 5. | „Jump for Joy” (Biggs/Wansel)                          | 4:42  |
|    |                                                        |       |
| 6. | „Heaven Knows I Love You, Girl” (Gamble/Huff)          | 3:55  |
|    |                                                        |       |
| 7. | „Man of War” (Gamble/Huff)                             | 3:13  |
|    |                                                        |       |
| 8. | „Do What You Wanna” (The Jacksons)                     | 3:31  |
|    |                                                        |       |
| 9. | „Find Me a Girl” (Gamble/Huff)                         | 4:34  |
|    |                                                        |       |
|    |                                                        | 36:57 |
|    |                                                        |       |